# Fed Cup 2019
Navigation
Édition précédente Édition suivante
La Fed Cup 2019 est la 57e édition du plus important tournoi de tennis opposant des équipes nationales féminines.

## Organisation
L'organisation reste inchangée pour cette 57e édition de la Fed Cup avec les groupes mondiaux I et II et les barrages I et II.
Toutes les rencontres se déroulent au domicile de l'une des équipes qui, sur un week-end, se rencontrent en face à face au meilleur de cinq matchs (quatre simples et un double).

### Groupe mondial I
Le groupe mondial I compte huit équipes, les demi-finalistes 2018 et les vainqueurs des barrages I 2018, qui s'affrontent par élimination directe dans un tableau à trois tours organisés successivement en février, avril et novembre. Les équipes vaincues au premier tour disputent les barrages I 2019.
| République tchèque (1)                             | États-Unis (2) | Biélorussie (3) | France (4) |
| Allemagne                                          | Belgique       | Roumanie        | Australie  |
| Note : Les équipes numérotées sont têtes de série. |                |                 |            |

### Groupe mondial II
Le groupe mondial II compte également huit équipes, les vaincus des barrages I 2018 et les vainqueurs des barrages II 2018, qui s'affrontent en face à face en un seul tour organisé en février. Les vainqueurs participent aux barrages I 2019 et les vaincus participent aux barrages II 2019.
| Suisse (1)                                         | Pays-Bas (2) | Slovaquie (3) | Japon (4) |
| Espagne                                            | Lettonie     | Italie        | Canada    |
| Note : Les équipes numérotées sont têtes de série. |              |               |           |

### Barrages
Les barrages du groupe mondial I sont organisés en avril et opposent les équipes éliminées au premier tour du groupe mondial I et les vainqueurs du groupe mondial II. Les vainqueurs participent aux rencontres du groupe mondial I de l'édition 2020 et les vaincus aux rencontres du groupe mondial II de l'édition 2020.
Les barrages du groupe mondial II opposent quatre équipes issues des compétitions par zones géographiques aux quatre perdants des rencontres du groupe mondial II. Les vainqueurs participent au groupe mondial II de l'édition 2020 et les vaincus sont relégués dans les compétitions par zones géographiques.

## Résultats

### Groupe mondial I

#### Tableau
|  | Quarts de finale 9 - 10 février | Quarts de finale 9 - 10 février |                 |   | Demi-finales 20 - 21 avril | Demi-finales 20 - 21 avril |  |  | Finale 9 - 10 novembre | Finale 9 - 10 novembre |
|  | Quarts de finale 9 - 10 février | Quarts de finale 9 - 10 février |                 |   | Demi-finales 20 - 21 avril | Demi-finales 20 - 21 avril |  |  | Finale 9 - 10 novembre | Finale 9 - 10 novembre |
|  |                                 |                                 |                 |   |                            |                            |  |  |                        |                        |
|  | Ostrava, République tchèque     | Ostrava, République tchèque     |                 |   | Rouen, France              | Rouen, France              |  |  | Perth, Australie       | Perth, Australie       |
|  | Ostrava, République tchèque     | Ostrava, République tchèque     |                 |   | Rouen, France              | Rouen, France              |  |  | Perth, Australie       | Perth, Australie       |
|  | République tchèque (1)          | 2                               |                 |   | Rouen, France              | Rouen, France              |  |  | Perth, Australie       | Perth, Australie       |
|  | République tchèque (1)          | 2                               |                 |   | Rouen, France              | Rouen, France              |  |  | Perth, Australie       | Perth, Australie       |
|  | Roumanie                        | 3                               |                 |   | Rouen, France              | Rouen, France              |  |  | Perth, Australie       | Perth, Australie       |
|  | Roumanie                        | 3                               | Roumanie        | 2 |                            |                            |  |  | Perth, Australie       | Perth, Australie       |
|  | Liège, Belgique                 |                                 | Roumanie        | 2 |                            |                            |  |  | Perth, Australie       | Perth, Australie       |
|  |                                 | France (4)                      | 3               |   |                            |                            |  |  | Perth, Australie       | Perth, Australie       |
|  | Belgique                        | France (4)                      | 3               | 1 |                            |                            |  |  | Perth, Australie       | Perth, Australie       |
|  | Belgique                        |                                 |                 | 1 |                            |                            |  |  | Perth, Australie       | Perth, Australie       |
|  | France (4)                      | 3                               |                 |   |                            |                            |  |  | Perth, Australie       | Perth, Australie       |
|  | France (4)                      | 3                               | France (4)      | 3 |                            |                            |  |  |                        |                        |
|  | Brunswick, Allemagne            |                                 | France (4)      | 3 |                            |                            |  |  |                        |                        |
|  |                                 | Australie                       | 2               |   |                            |                            |  |  |                        |                        |
|  | Allemagne                       | Australie                       | 2               | 0 |                            |                            |  |  |                        |                        |
|  | Allemagne                       | Brisbane, Australie             |                 | 0 |                            |                            |  |  |                        |                        |
|  | Biélorussie (3)                 | 4                               |                 |   |                            |                            |  |  |                        |                        |
|  | Biélorussie (3)                 | 4                               | Biélorussie (3) | 2 |                            |                            |  |  |                        |                        |
|  | Asheville, États-Unis           |                                 | Biélorussie (3) | 2 |                            |                            |  |  |                        |                        |
|  |                                 | Australie                       | 3               |   |                            |                            |  |  |                        |                        |
|  | Australie                       | Australie                       | 3               | 3 |                            |                            |  |  |                        |                        |
|  | Australie                       |                                 |                 | 3 |                            |                            |  |  |                        |                        |
|  | États-Unis (2)                  | 2                               |                 |   |                            |                            |  |  |                        |                        |
|  | États-Unis (2)                  | 2                               |                 |   |                            |                            |  |  |                        |                        |

#### Quarts de finale
| République tchèque – Roumanie : 2 - 3 Ostravar Aréna, Ostrava, République tchèque 9 - 10 février, Dur (int.) |                                       |                                     |                |
| 1 | Karolína Plíšková                     | Mihaela Buzărnescu                  | 6-1, 6-4       |
| 1 | Kateřina Siniaková                    | Simona Halep                        | 4-6, 0-6       |
| 1 | Karolína Plíšková                     | Simona Halep                        | 4-6, 7-5, 4-6  |
| 1 | Kateřina Siniaková                    | Mihaela Buzărnescu                  | 6-4, 6-2       |
| 1 | Barbora Krejčíková Kateřina Siniaková | Irina-Camelia Begu Monica Niculescu | 7-62, 4-6, 4-6 |

| Belgique – France : 1 - 3 Country Hall du Sart-Tilman, Liège, Belgique 9 - 10 février, Dur (int.) |                                      |                                |                  |
| 2                                                                                                 | Alison Van Uytvanck                  | Caroline Garcia                | 62-7, 6-4, 2-6   |
| 2                                                                                                 | Elise Mertens                        | Alizé Cornet                   | 6-7, 2-6         |
| 2                                                                                                 | Elise Mertens                        | Caroline Garcia                | 2-6, 3-6         |
| 2                                                                                                 | Alison Van Uytvanck                  | Alizé Cornet                   | Non joué         |
| 2                                                                                                 | Ysaline Bonaventure Kirsten Flipkens | Fiona Ferro Pauline Parmentier | 6-3, 3-6, [10-6] |

| Allemagne – Biélorussie : 0 - 4 Volkswagen Halle, Brunswick, Allemagne 9 - 10 février, Dur (int.) |                                  |                                    |                  |
| 3                                                                                                 | Tatjana Maria                    | Aliaksandra Sasnovich              | 63-7, 3-6        |
| 3                                                                                                 | Andrea Petkovic                  | Aryna Sabalenka                    | 2-6, 1-6         |
| 3                                                                                                 | Laura Siegemund                  | Aryna Sabalenka                    | 1-6, 1-6         |
| 3                                                                                                 | Andrea Petkovic                  | Aliaksandra Sasnovich              | Non joué         |
| 3                                                                                                 | Mona Barthel Anna-Lena Grönefeld | Victoria Azarenka Lidziya Marozava | 1-6, 6-0, [9-11] |

| États-Unis – Australie : 2 - 3 US Cellular Arena, Asheville, États-Unis 9 - 10 février, Dur (int.) |                                  |                              |               |
| 4                                                                                                  | Sofia Kenin                      | Ashleigh Barty               | 1-6, 62-7     |
| 4                                                                                                  | Madison Keys                     | Kimberly Birrell             | 6-2, 6-2      |
| 4                                                                                                  | Madison Keys                     | Ashleigh Barty               | 4-6, 1-6      |
| 4                                                                                                  | Danielle Collins                 | Daria Gavrilova              | 6-1, 3-6, 6-2 |
| 4                                                                                                  | Danielle Collins Nicole Melichar | Ashleigh Barty Priscilla Hon | 4-6, 5-7      |

#### Demi-finales
| France – Roumanie : 3 - 2 Kindarena, Rouen, France 20 - 21 avril, Terre battue (int.) |                                     |                               |                |
| 5                                                                                     | Kristina Mladenovic                 | Simona Halep                  | 3-6, 1-6       |
| 5                                                                                     | Caroline Garcia                     | Mihaela Buzărnescu            | 6-3, 6-3       |
| 5                                                                                     | Caroline Garcia                     | Simona Halep                  | 7-66, 3-6, 4-6 |
| 5                                                                                     | Pauline Parmentier                  | Irina-Camelia Begu            | 6-3, 2-6, 6-2  |
| 5                                                                                     | Caroline Garcia Kristina Mladenovic | Simona Halep Monica Niculescu | 5-7, 6-3, 6-4  |

| Australie – Biélorussie : 3 - 2 Pat Rafter Arena, Brisbane, Australie 20 - 21 avril, Dur (ext.) |                                |                                   |               |
| 6                                                                                               | Samantha Stosur                | Aryna Sabalenka                   | 5-7, 7-5, 3-6 |
| 6                                                                                               | Ashleigh Barty                 | Victoria Azarenka                 | 7-62, 6-3     |
| 6                                                                                               | Ashleigh Barty                 | Aryna Sabalenka                   | 6-2, 6-2      |
| 6                                                                                               | Samantha Stosur                | Victoria Azarenka                 | 1-6, 1-6      |
| 6                                                                                               | Ashleigh Barty Samantha Stosur | Victoria Azarenka Aryna Sabalenka | 7-5, 3-6, 6-2 |

#### Finale
| Australie – France : 2-3 RAC Arena, Perth, Australie 9 - 10 novembre, Dur (int.) |                                |                                     |                |
| 7                                                                                | Ajla Tomljanović               | Kristina Mladenovic                 | 1-6, 1-6       |
| 7                                                                                | Ashleigh Barty                 | Caroline Garcia                     | 6-0, 6-0       |
| 7                                                                                | Ashleigh Barty                 | Kristina Mladenovic                 | 6-2, 4-6, 61-7 |
| 7                                                                                | Ajla Tomljanović               | Pauline Parmentier                  | 6-4, 7-5       |
| 7                                                                                | Ashleigh Barty Samantha Stosur | Caroline Garcia Kristina Mladenovic | 4-6, 3-6       |

### Groupe mondial II
| Suisse – Italie : 3 - 1 Swiss Tennis Arena, Bienne, Suisse 9 - 10 février, Dur (int.) |                                  |                              |                  |
| 1                                                                                     | Belinda Bencic                   | Sara Errani                  | 6-2, 7-5         |
| 1                                                                                     | Viktorija Golubic                | Camila Giorgi                | 6-4, 2-6, 6-4    |
| 1                                                                                     | Belinda Bencic                   | Camila Giorgi                | 6-2, 6-4         |
| 1                                                                                     | Viktorija Golubic                | Sara Errani                  | Non joué         |
| 1                                                                                     | Timea Bacsinszky Stefanie Vögele | Sara Errani Martina Trevisan | 65-7, 6-3 [5-10] |

| Lettonie – Slovaquie : 4 - 0 Riga Arena, Riga, Lettonie 9 - 10 février, Dur (int.) |                                     |                                       |               |
| 2                                                                                  | Jeļena Ostapenko                    | Rebecca Šramková                      | 7-5, 657, 6-1 |
| 2                                                                                  | Anastasija Sevastova                | Anna K. Schmiedlová                   | 6-4, 6-0      |
| 2                                                                                  | Anastasija Sevastova                | Rebecca Šramková                      | 6-3, 6-2      |
| 2                                                                                  | Jeļena Ostapenko                    | Anna K. Schmiedlová                   | Non joué      |
| 2                                                                                  | Diāna Marcinkēviča Jeļena Ostapenko | Tereza Mihalíková Anna K. Schmiedlová | 6-2, 6-3      |

| Japon – Espagne : 2 - 3 Kitakyushu Sogo Gymnastic Hall, Kitakyūshū, Japon 9 - 10 février, Dur (int.) |                           |                                                   |                |
| 3 | Nao Hibino                | Sara Sorribes Tormo                               | 6-4, 6-2       |
| 3 | Misaki Doi                | Georgina García Pérez                             | 2-6, 6-4, 62-7 |
| 3 | Kurumi Nara               | Silvia Soler Espinosa                             | 7-63, 6-4      |
| 3 | Nao Hibino                | Georgina García Pérez                             | 3-6, 6-1, 1-6  |
| 3 | Miyu Kato Makoto Ninomiya | Georgina García Pérez María José Martínez Sánchez | 1-6, 3-6       |

| Pays-Bas – Canada : 0 - 4 Maaspoort Sports & Events, Bois-le-Duc, Pays-Bas 9 - 10 février, Terre battue (int.) |                              |                                   |                   |
| 4 | Richèl Hogenkamp             | Bianca Andreescu                  | 4-6, 1-6          |
| 4 | Arantxa Rus                  | Françoise Abanda                  | 68-7, 6-4, 4-6    |
| 4 | Arantxa Rus                  | Bianca Andreescu                  | 4-6, 2-6          |
| 4 | Richèl Hogenkamp             | Françoise Abanda                  | Non joué          |
| 4 | Bibiane Schoofs Demi Schuurs | Rebecca Marino Gabriela Dabrowski | 6-2, 5-7, [10-12] |

### Barrages

#### Groupe mondial I
| République tchèque – Canada : 4 - 0 National Tennis Centre, Prostějov, République tchèque 20 - 21 avril, Terre battue (int.) |                                   |                                   |           |
| 1 | Karolína Muchová                  | Rebecca Marino                    | 6-3, 6-0  |
| 1 | Markéta Vondroušová               | Leylah Annie Fernandez            | 6-4, 6-1  |
| 1 | Markéta Vondroušová               | Rebecca Marino                    | 6-3, 6-4  |
| 1 | Karolína Muchová                  | Leylah Annie Fernandez            | Non joué  |
| 1 | Barbora Krejčíková Lucie Šafářová | Gabriela Dabrowski Sharon Fichman | 7-64, 7-5 |

| États-Unis – Suisse : 3 - 2 Freeman Coliseum, San Antonio, États-Unis 20 - 21 avril, Dur (int.) |                               |                             |           |
| 2                                                                                               | Madison Keys                  | Viktorija Golubic           | 2-6, 3-6  |
| 2                                                                                               | Sloane Stephens               | Timea Bacsinszky            | 6-4, 6-3  |
| 2                                                                                               | Sloane Stephens               | Viktorija Golubic           | 6-3, 6-2  |
| 2                                                                                               | Sofia Kenin                   | Timea Bacsinszky            | 6-3, 7-64 |
| 2                                                                                               | Jennifer Brady Jessica Pegula | Ylena In-Albon Conny Perrin | 5-7, 2-6  |

| Lettonie – Allemagne : 1 - 3 Arena Riga, Riga, Lettonie 19 - 20 avril, Dur (int.) |                                  |                                     |               |
| 3                                                                                 | Jeļena Ostapenko                 | Andrea Petkovic                     | 5-7, 4-6      |
| 3                                                                                 | Diāna Marcinkēviča               | Julia Görges                        | 4-6, 6-4, 1-6 |
| 3                                                                                 | Jeļena Ostapenko                 | Mona Barthel                        | 4-6, 3-6      |
| 3                                                                                 | Diāna Marcinkēviča               | Andrea Petkovic                     | Non joué      |
| 3                                                                                 | Jeļena Ostapenko Daniela Vismane | Anna-Lena Grönefeld Andrea Petkovic | 6-1, 6-3      |

| Belgique – Espagne : 2 - 3 Lange Munte, Courtrai, Belgique 20 - 21 avril, Dur (int.) |                                      |                                       |                |
| 4                                                                                    | Kirsten Flipkens                     | Garbiñe Muguruza                      | 6-3, 4-6, 6-4  |
| 4                                                                                    | Alison Van Uytvanck                  | Carla Suárez Navarro                  | 3-6, 2-6       |
| 4                                                                                    | Ysaline Bonaventure                  | Garbiñe Muguruza                      | 6-4, 0-6, 6-4  |
| 4                                                                                    | Yanina Wickmayer                     | Carla Suárez Navarro                  | 2-6, 1-6       |
| 4                                                                                    | Ysaline Bonaventure Kirsten Flipkens | Garbiñe Muguruza Carla Suárez Navarro | 64-7, 6-2, 2-6 |

#### Groupe mondial II
| Russie – Italie : 4 - 0 CSKA Indoor Track and Field Complex, Moscou, Russie 20 - 21 avril, Terre battue (int.) |                                |                             |                  |
| 1 | Anastasia Potapova             | Martina Trevisan            | 2-6, 6-3, 6-1    |
| 1 | Anastasia Pavlyuchenkova       | Jasmine Paolini             | 7-64, 7-65       |
| 1 | Anastasia Pavlyuchenkova       | Martina Trevisan            | 6-4, 6-3         |
| 1 | Anastasia Potapova             | Jasmine Paolini             | Non joué         |
| 1 | Vlada Koval Anastasia Potapova | Sara Errani Jasmine Paolini | 4-6, 6-3, [10-7] |

| Japon – Pays-Bas : 4 - 0 ITC Utsubo Tennis Center, Osaka, Japon 20 - 21 avril, Dur (ext.) |                         |                              |                  |
| 2                                                                                         | Misaki Doi              | Richèl Hogenkamp             | 6-3, 6-4         |
| 2                                                                                         | Nao Hibino              | Bibiane Schoofs              | 6-1, 6-2         |
| 2                                                                                         | Misaki Doi              | Bibiane Schoofs              | 6-3, 6-2         |
| 2                                                                                         | Nao Hibino              | Richèl Hogenkamp             | Non joué         |
| 2                                                                                         | Shuko Aoyama Eri Hozumi | Lesley Kerkhove Demi Schuurs | 6-3, 3-6, [10-6] |

| Grande-Bretagne – Kazakhstan : 3 - 1 Copper Box Arena, Londres, Royaume-Uni 20 - 21 avril, Dur (int.) |                             |                                 |                |
| 3 | Johanna Konta               | Zarina Diyas                    | 4-6, 6-3, 6-2  |
| 3 | Katie Boulter               | Yulia Putintseva                | 6-3, 2-6, 66-7 |
| 3 | Johanna Konta               | Yulia Putintseva                | 4-6, 6-2, 7-5  |
| 3 | Katie Boulter               | Zarina Diyas                    | 61-7, 6-4, 6-1 |
| 3 | Harriet Dart Heather Watson | Anna Danilina Galina Voskoboeva | Non joué       |

| Slovaquie – Brésil : 3 - 1 AXA Arena NTC, Bratislava, Slovaquie 20 - 21 avril, Terre battue (int.) |                                   |                                       |           |
| 4                                                                                                  | Dominika Cibulková                | Carolina Meligeni Alves               | 6-1, 6-1  |
| 4                                                                                                  | Viktória Kužmová                  | Beatriz Haddad Maia                   | 6-3, 6-3  |
| 4                                                                                                  | Dominika Cibulková                | Beatriz Haddad Maia                   | 7-63, 6-0 |
| 4                                                                                                  | Viktória Kužmová                  | Carolina Meligeni Alves               | Non joué  |
| 4                                                                                                  | Viktória Kužmová Rebecca Šramková | Carolina Meligeni Alves Luisa Stefani | 1-6, 3-6  |